# 国立病院機構横浜医療センター
独立行政法人国立病院機構横浜医療センター（どくりつぎょうせいほうじんこくりつびょういんきこうよこはまいりょうセンター）は、神奈川県横浜市戸塚区にある医療機関。独立行政法人国立病院機構が運営する病院である。旧名称は国立横浜病院、国立病院横浜医療センター。2004年に現名称。横浜市南西部地域中核病院。独立行政法人国立病院機構横浜医療センター付属看護学校併設。

## 沿革
国立横浜病院
- 1943年 6月、戸塚海軍病院として発足。
- 1945年 12月、厚生省へ移管して国立戸塚病院となる。
- 1949年 1月1日、国立横浜病院となる。
- 2001年 1月、厚生労働省へ移管する。

国立横浜東病院
- 1920年 9月28日 横浜市立療養院として創設。
- 1943年 4月1日、日本医療団と統合して日本医療団横浜療養所となる。
- 1947年 4月1日、国立療養所浩風園分院国立横浜療養所となる。
  - 8月1日、国立横浜療養所となる。
- 1968年 4月1日、病院へ転換して国立横浜東病院となる。

国立病院横浜医療センター
- 2003年 3月、国立横浜病院と国立横浜東病院が統合して、国立病院横浜医療センターとなる。横浜東病院は聖隷福祉事業団へ譲渡して聖隷横浜病院となる。
- 2004年 4月、独立行政法人国立病院機構横浜医療センターとなる。
- 2010年 4月1日 現病棟裏に新棟が竣工して診察室、治療室、病棟の全てを移転して診療を開始する。

## 診療科
- 内科
- 神経内科
- 呼吸器内科
- 循環器科
- リウマチ・膠原病科
- 心療内科
- 精神科
- 小児科
- 外科
- 呼吸器外科
- 整形外科
- 形成外科
- 脳神経外科
- 心臓血管外科
- 皮膚科
- 泌尿器科
- 産婦人科
- 眼科
- 耳鼻咽喉科
- リハビリテーション科
- 放射線科
- 歯科口腔外科
- 臨床検査科
- 救急科

## 主な機能

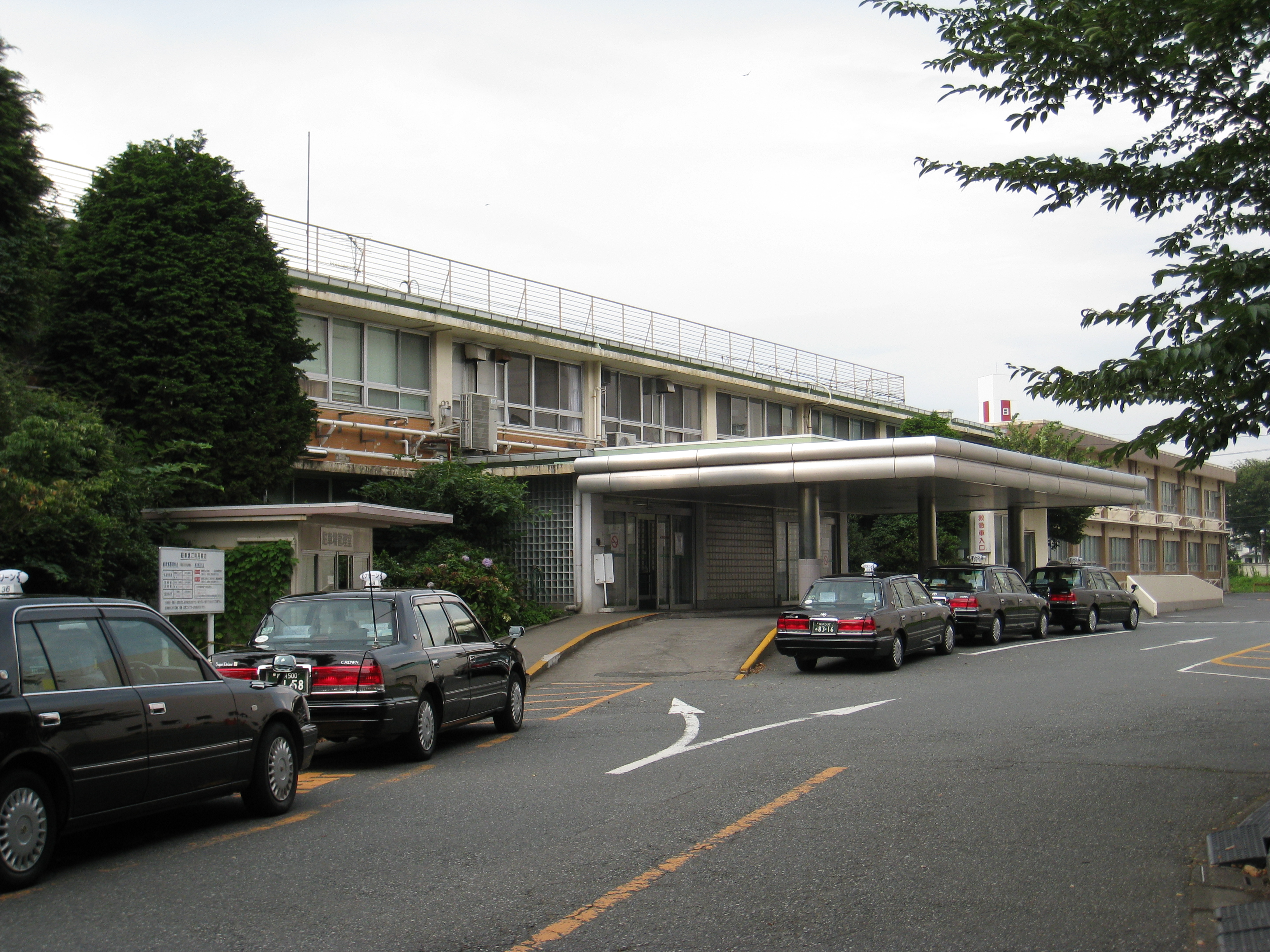
2010年3月までの旧病院の正面玄関

- 救命救急センター
- エイズ治療拠点病院
- 地域周産期母子医療センター
- 神奈川県災害医療拠点病院

## 交通アクセス
- JR東海道本線戸塚駅・大船駅・藤沢駅から神奈川中央交通バス戸55系統「横浜医療センター」（敷地内）下車、戸50系統・戸52系統「横浜医療センター前」（敷地外）下車[2]
- 横浜市営地下鉄ブルーライン・小田急電鉄・相模鉄道湘南台駅東口から神奈川中央交通バス「横浜薬大南門」下車、徒歩およそ10分